# Dysdera bogatschevi
Dysdera bogatschevi là một loài nhện trong họ Dysderidae.
Loài này thuộc chi Dysdera. Dysdera bogatschevi được miêu tả năm 1990 bởi Dunin.